# Boiga multomaculata
Boiga multomaculata är en ormart som beskrevs av Boie 1827. Boiga multomaculata ingår i släktet Boiga och familjen snokar. Inga underarter finns listade.
Arten förekommer i östra Asien. Den registrerades bland annat i de indiska delstaterna Assam, Arunachal Pradesh och Nagaland, i södra Kina, Bangladesh, Myanmar, Thailand, Laos, Kambodja, i den vietnamesiska provinsen Hoa Binh, på Malackahalvön, på Sumatra och på Java. Honor lägger ägg.

## Bildgalleri

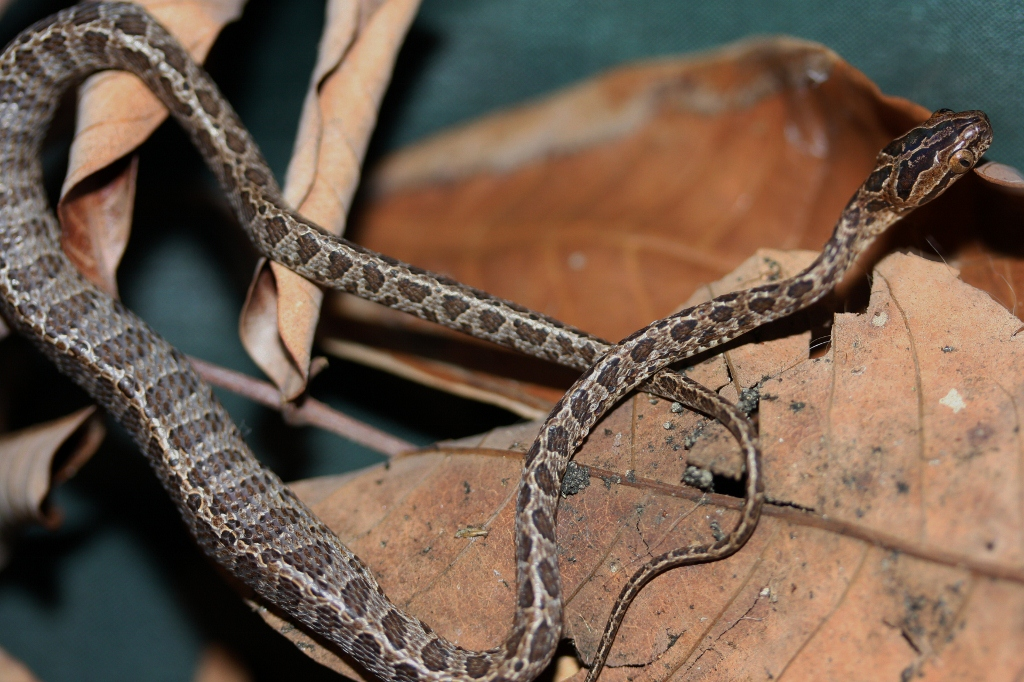
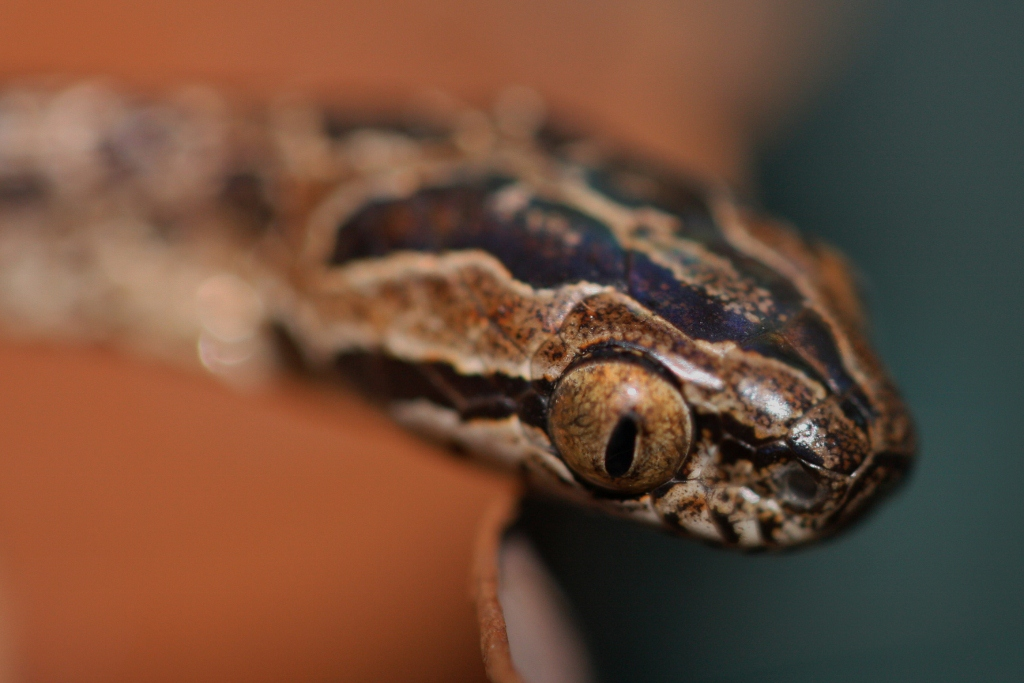
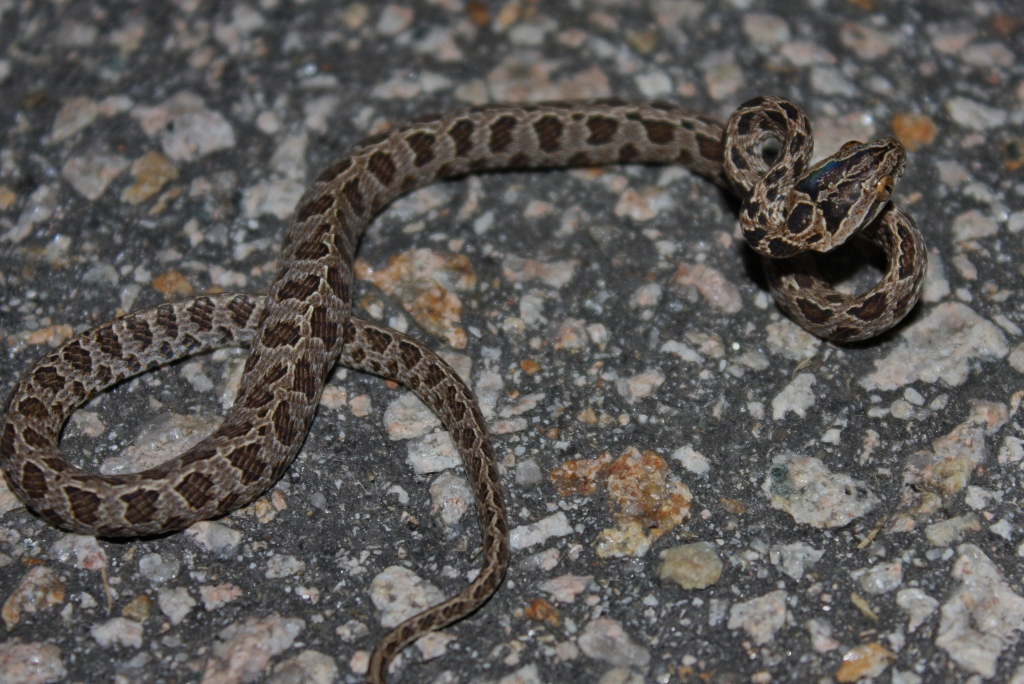
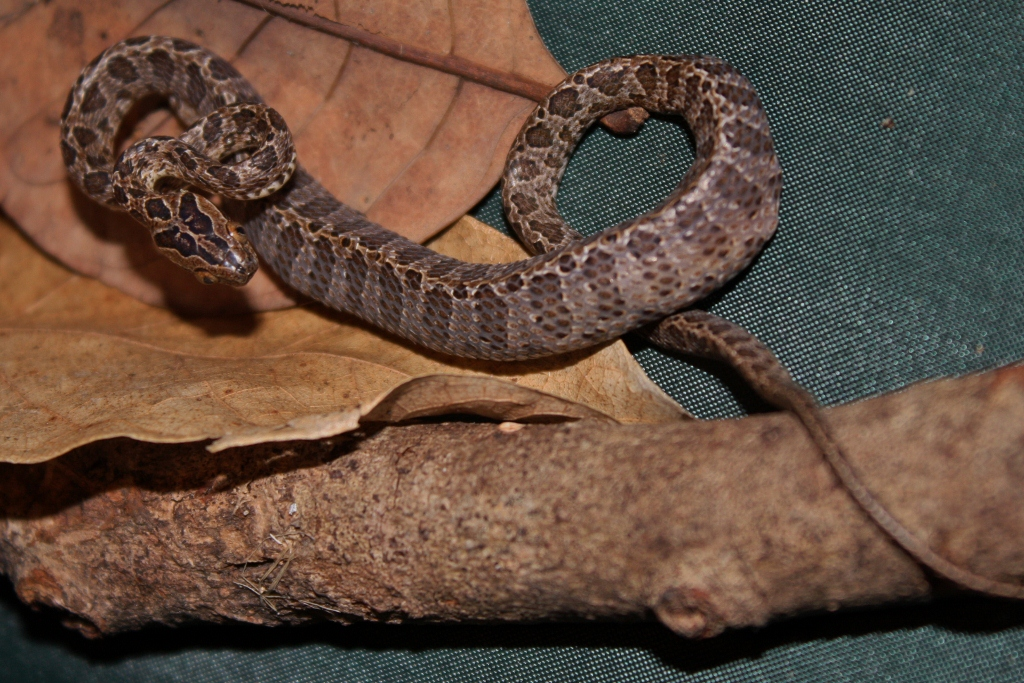